# 孫中
孫中（1430-1490年—？），字時中，直隸保定府新城縣人，軍籍。明朝政治人物。進士出身。

## 生平
順天府鄉試第六十四名。成化五年（1469年）乙丑科會試第四十二名，殿試登進士第三甲第八十六名。

## 家族
曾祖孫七公。祖父孫勉。父亲孫友，曾任巡檢。